# البیر فوقانی
البیر فوقانی (به عربی: البیر فوقانی) یک روستا در سوریه است که در ناحیه مرکز جرابلس واقع شده‌است. البیر فوقانی ۶۱۸ نفر جمعیت دارد.